# چیزهای بهتر
چیزهای بهتر (به انگلیسی: Better Things) یک مجموعهٔ تلویزیونی کمدی-درام آمریکایی است که توسط پاملا ادلون و لوئی سی.کی.، برای پخش از شبکهٔ اف‌ایکس ساخته شده‌است. اولین قسمت از این مجموعه در ۸ سپتامبر ۲۰۱۶ پخش شد. در ۲۰ سپتامبر ۲۰۱۶، اف‌ایکس مجموعه را برای فصل دوم تمدید کرد که در ۱۴ سپتامبر ۲۰۱۷ بر روی آنتن رفت. در ۲۸ فوریهٔ ۲۰۱۹، فصل سوم آن پخش شد که شامل ۱۲ قسمت بود و تمام قسمت‌ها توسط ادلون کارگردانی شده بود. چیزهای بهتر در مارس ۲۰۱۹، برای فصل چهارم تمدید شد، این فصل شامل ۱۰ قسمت است و در ۵ مارس ۲۰۲۰ بر روی آنتن رفت. فصل ۵ و نهایی سریال در سال ۲۰۲۲ پخش شد.
نقش‌آفرینی ادلون در این مجموعه، مورد تحسین واقع شد. وی در سال ۲۰۱۷ و ۲۰۱۸، نامزد جایزه امی ساعات پربیننده در بخش بهترین بازیگر زن اصلی در مجموعهٔ کمدی شد. این مجموعه در آوریل ۲۰۱۷، برندهٔ جایزه پیبادی شد.

## بازیگران
- پاملا ادلون در نقش سم فاکس[۱۳]
- میکی مدیسون در نقش مکس فاکس[۱۴]
- هانا الیگود در نقش فرانکی فاکس[۱۴]
- الیویا ادوارد در نقش دوک فاکس[۱۴]
- سلیا ایمری در نقش فیلیس[۱۵]

## فصل‌ها
| فصل | قسمت‌ها | قسمت‌ها | تاریخ اصلی روی آنتن رفتن | تاریخ اصلی روی آنتن رفتن |
| فصل | قسمت‌ها | قسمت‌ها | اولین بار                | آخرین بار                |
| --- | ------ | ------ | ------------------------ | ------------------------ |
| ۱   | ۱۰     | ۱۰     | ۸ سپتامبر ۲۰۱۶           | ۱۰ نوامبر ۲۰۱۶           |
| ۲   | ۱۰     | ۱۰     | ۱۴ سپتامبر ۲۰۱۷          | ۱۶ نوامبر ۲۰۱۷           |
| ۳   | ۱۲     | ۱۲     | ۲۸ فوریه ۲۰۱۹            | ۱۶ مه ۲۰۱۹               |
| ۴   | ۱۰     | ۱۰     | ۵ مارس ۲۰۲۰              | ۳۰ آوریل ۲۰۲۰            |